# جيمس إس. مارشال
جيمس إس. مارشال (بالإنجليزية: James S. Marshall)‏ هو سياسي أمريكي، ولد في 1819، وتوفي في 1892.